# 白刺菊属
白刺菊属（学名：Schischkinia）是菊科下的一个属。该属仅有白刺菊（Schischkinia albispina）一种，分布于中亚。